# مصطفى هوكيتش
مصطفى هوكيتش مواليد 6 فبراير 1951 في توزلا، جمهورية يوغوسلافيا الاشتراكية الاتحادية - الوفاة 7 أغسطس 1999 في لوكافاكس، البوسنة والهرسك، هو لاعب كرة قدم بوسني راحل كان يلعب كمدافع مع منتخب يوغوسلافيا لكرة القدم.

## المسيرة الاحترافية
قضى معظم مسيرته في دوري الدرجة الأولى اليوغوسلافي مع نادي نادي سلوبودا توزلا. في عام 1981 لعب لصالح نادي سان خوسيه إيرثكويكس في دوري أمريكا الشمالية لكرة القدم.
ظهر في خمس مباريات مع المنتخب اليوغوسلافي الوطني لكرة القدم خلال عام 1977.
هناك شارع في توزلا حمل اسمه من بعده.

### أندية لعب لها
- نادي سلوبودا توزلا

## وصلات خارجية
- مصطفى هوكيتش على موقع قاعدة بيانات كرة القدم.إي يو (الإنجليزية)
- مصطفى هوكيتش على موقع ناشيونال فوتبول تيمز (الإنجليزية)